# Tigre-do-sul-da-china
O tigre do sul da China (Panthera tigris tigris) é uma população de tigres das províncias de Fujian, Guangdong, Hunan e Jiangxi, no sul da China. A população tem sido listada como Criticamente Ameaçada na Lista Vermelha da IUCN desde 1996, e possivelmente extinta na natureza já que nenhum indivíduo selvagem foi registrado desde o início dos anos 70. Já no final dos anos 90, a sobrevivência continuada foi considerada improvável devido à baixa densidade de presas, degradação e fragmentação generalizada do habitat e outras pressões humanas. O nome tigre Amoy foi usado no comércio de peles. É também conhecido como tigre chinês do sul, o chinês e o tigre de Xiamen. 
Desde a década de 1980, o tigre do sul da China é considerado uma população relíquia do tigre "caule", vivendo perto da possível área de origem. Morfologicamente, é a mais distinta de todas as subespécies de tigres. Os resultados de um estudo filogeográfico indicam que o sul da China ou a Indochina do norte eram provavelmente o centro da radiação do tigre do Pleistoceno.
Em 2017, o Grupo de Especialistas em felinos da IUCN revisou a taxonomia de felídeos e agora reconhece as populações de tigres no continente sul e sudeste da Ásia como P. t. tigris.

## Características
Em 1905, o zoólogo alemão Max Hilzheimer, descreveu pela primeira vez os tigres do sul da china como sendo semelhantes em altura aos tigres de bengala, mas diferindo nas características do crânio e no padrão da pelagem. Seus dentes carnais e molares são mais curtos que os do tigre de bengala; a região craniana é mais curta, com órbitas mais próximas e maiores. Sua pelagem é mais clara e amarelada e as patas, o rosto e a região ventral parecem mais brancas, possuindo listras mais finas e estreitas. 
O tigre do sul da China é a menor subespécie de tigre da Ásia continental, no entanto maior do que aquelas das ilhas Sonda, como o tigre de Sumatra. Os machos medem de 230 a 265 cm de comprimento total e pesam de 130 a 175 kg. As fêmeas são menores, com 220 a 240 cm de comprimento e 110-115 kg de peso.

## Distribuição geográfica
Durante muito tempo o tigre do sul da China habitou as florestas da região leste e sudeste do país, sendo muito reverenciado e cultuado pelos povos chineses antigos. O animal, inclusive, desempenhou um importante papel na arte, pintura, literatura e superstições chinesas, tornando-se até um dos doze signos do zodíaco chinês.

## Situação atual

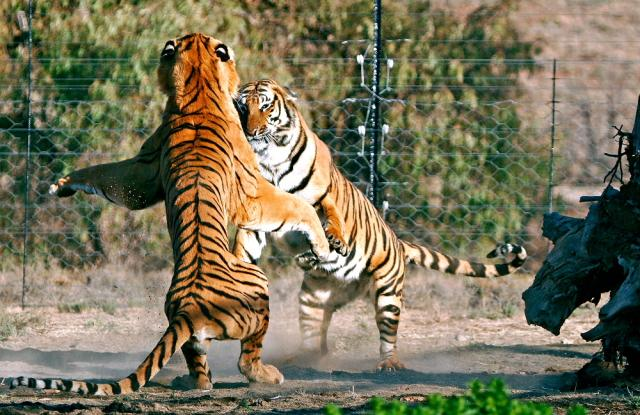
Tigres do projeto "Save China's Tigers" brigando.

Até os anos 1950 os tigres chineses eram 4000, sendo mais numerosos até que os tigres siberiano e de Bengala. Tudo mudou em 1959, quando Mao Zedong, em meio ao fracassado Grande Salto Adiante, os declara pragas. Seguiu-se então uma brutal perseguição, na qual foram reduzidos a aproximadamente 200 em 1976, ano da morte de Mao. No ano seguinte tal situação foi revogada por parte do governo chinês, proibindo a matança de tigres selvagens. Porém os números continuaram a decrescer. Em 1982 as populações selvagens eram estimadas entre 150 a 250 indivíduos, e o governo chinês instituiu o programa "Salve o tigre".
O último tigre do sul da China selvagem conhecido foi morto em 1994. Estima-se que ainda existam em liberdade entre 20 a 30 indivíduos.

## Em cativeiro
Em março de 1986, 17 zoológicos chineses mantinham 40 tigres de raça pura do sul da China em suas coleções, incluindo 23 machos e 14 fêmeas, sendo que nenhum deles era de origem silvestre. Todos eram descendentes de terceira ou quarta geração de uma tigresa selvagem de Fujian e cinco tigres de Guizhou. Problemas notáveis incluíam proporção de sexo desigual e pareamento inadequado.
Em 2005, a população cativa de tigres do sul da China consistia em 57 indivíduos que mostravam sinais de endogamia, incluindo a redução da diversidade genética e uma baixa taxa de reprodução bem-sucedida. Em 2007, a população global em cativeiro era composta por 72 indivíduos; há poucos tigres do sul da China em cativeiro fora da China. Poucos parecem ser tigres "puros" do sul da China, pois há evidências genéticas de cruzamentos com outras subespécies.
Um filhote nasceu em uma reserva particular conhecida como Reserva do Vale de Laohu, na África do Sul, em novembro de 2007, a primeira a nascer fora da China. Desde então, vários filhotes foram produzidos. Em fevereiro de 2016, a Reserva do Vale do Laohu tinha 19 indivíduos.
Os tigres chineses do sul da China são agora parte de um studbook registrado centralmente. Antes do estabelecimento de um studbook, acreditava-se que essa população cativa era pequena demais e carente de diversidade genética para que qualquer programa de repovoamento fosse bem-sucedido, mas desde o início do registro central, mais e mais tigres do sul da China foram identificados em zoológicos China.

## Relação com povos nativos
Os camponeses vêem o tigre como um devorador de homens e de gado doméstico. Na década de 1950 para cada tigre morto era paga uma recompensa. Poucos entenderam a súbita mudança de situação quando o governo proibiu por lei em 1977 a matança de tigres. Como resultado têm sido muito difícil a aceitação da lei e para cumpri-la. A caça extensiva têm continuado. Além disso os tigres chineses também têm sofrido com os efeitos da poluição e envenenamento vindo de fertilizantes químicos, perda de seu habitat original (para se ter ideia da situação 99% das florestas chinesas originais já foram destruídas, e as áreas frequentadas pelos tigres se encontram muito fragmentadas com os maiores tendo não mais do 500 quilômetros quadrados) e a redução no número de suas presas, o que muitas vezes leva os tigres a atacarem o gado dos fazendeiros (ou mesmo a atacar seres humanos), os quais em represália matam o tigre, seja a bala, seja por envenenamento, seja por armadilhas.

## Resgate

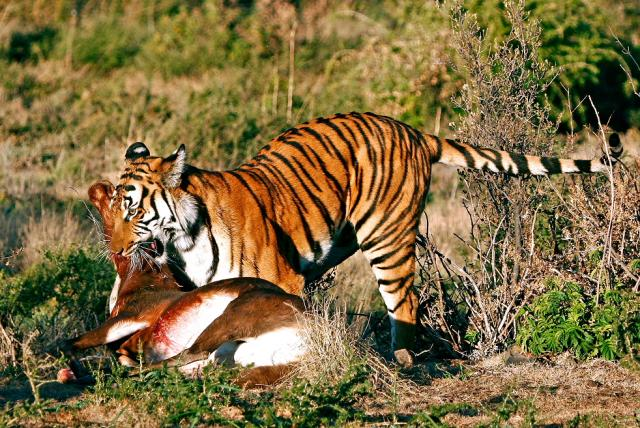
Tigre-do-sul-da-china do projeto Save China's Tigers.

A organização Save China's Tigers tenta reabilitar tigres-do-sul-da-china, com um programa de reprodução e treinamento na África do Sul (bem longe do habitat original, que é na Ásia).
Tigres nascidos em cativeiro, foram levados para o Tiger Canyons, na África do Sul, para aprenderem a caçar e viverem sozinhos na natureza. Anteriormente, no mesmo local, conseguiram ensinar um casal de irmãos de Tigre-de-bengala a caçarem e viverem sozinhos, isso pode ser visto no documentário "living with tigers" ("Operação tigres-de-bengala", no Brasil) produzido pela Discovery Channel em 2003.
A intenção é, posteriormente, repovoar o habitat original do tigre, mas ainda nenhum tigre foi levado de volta à China.